# Armand de Clermont
Armand (Arimandus) est cité comme vicomte d’Auvergne ou de Clermont, sous l’autorité des comtes Bernard (846), Guérin, puis Guillaume le Pieux (duc d’Aquitaine et comte d’Auvergne en 886, mort en 916). Il fait des donations à la basilique Saint-Julien de Brioude en 895 et 898. 
Il est le père de Robert Ier, d'Astorge, d'Armand II et de Matfred, tous nommés vicomtes d’Auvergne dans une charte de l'église de Brioude datée de 962.